# Hipopòtam d'Allenton
L'hipopòtam d'Allenton és un esquelet d'hipopòtam (Hippopotamus amphibius) que fou trobat a Allenton (Anglaterra) l'any 1895. L'esquelet està exposat al Derby Museum and Art Gallery i fa 3 metres de llarg. Prop d'on va ser descobert s'hi troba una reproducció en forma d'escultura.

## Història
Allenton és un suburbi de Derby, localitzat a 5 km d'aquest nucli de població. L'any 1895 va començar l'excavació d'un nou pou al Crown Inn, però els treballs es van aturar quan els obrers van notar una mala olor i posteriorment van veure uns ossos molt grans i poc usuals. Diverses persones es van posar d'acord per finançar investigacions sobre aquests, i es va decidir que les troballes es compartirien amb la comunitat. El forat va ser eixamplat fins als 4,5 m², tot i que aquest estava ple d'aigua fins a 1,8 m de la superfície; es van fer servir bombes i els mateixos obrers per ajudar a poder excavar encara més avall. El procediment estava supervisat per H.H. Bemrose i R.M. Deeley, que més tard van escriure la memòria de l'operació. Tal com s'havia decidit, els ossos van ser donats al Museu de Derby, el qual havia estat obert setze anys enrere.

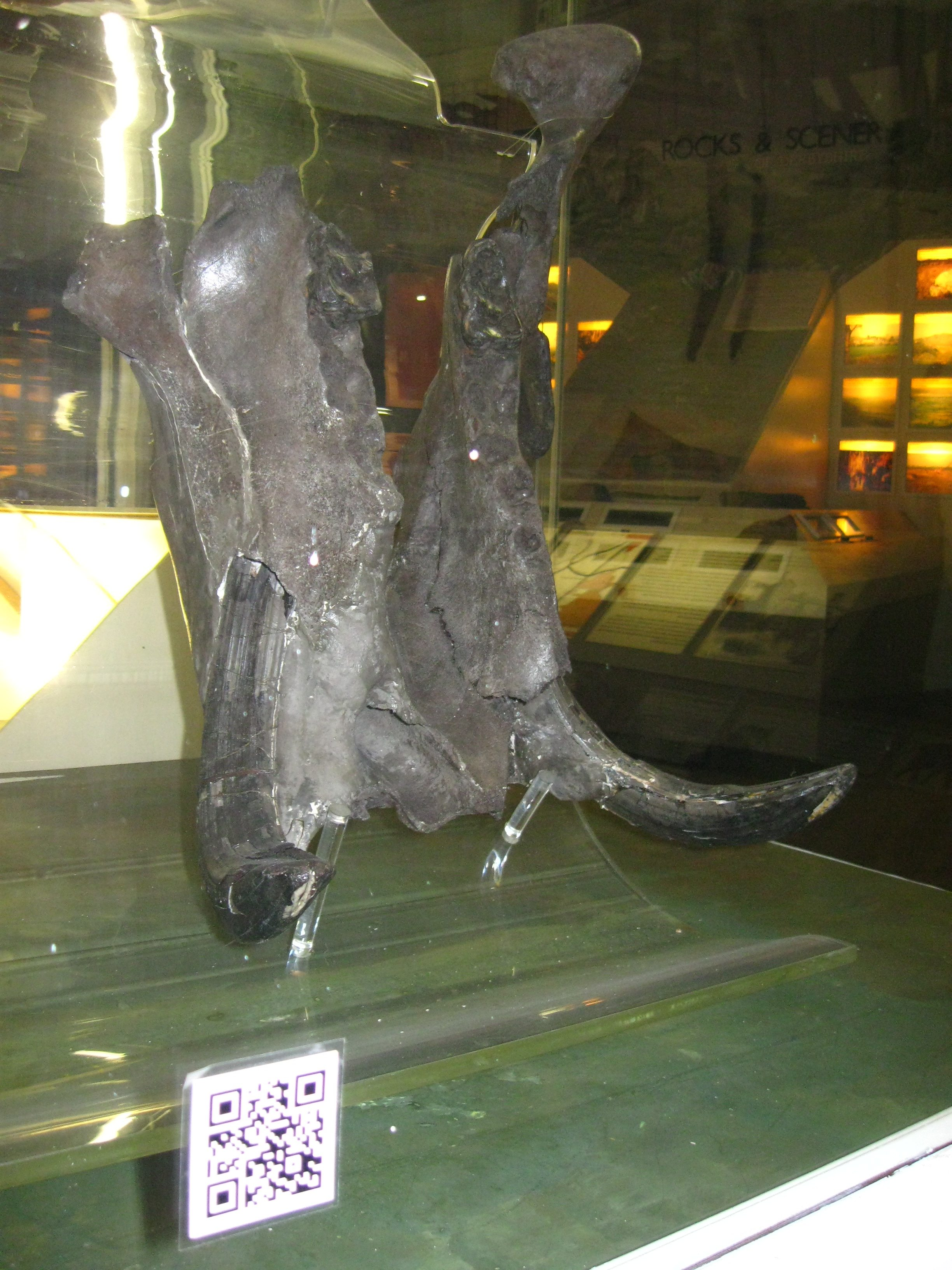
Mandíbula inferior de l'hipopòtam d'Allenton i el codi QR que mostra als visitants aquest article.

Es van descobrir fins a 127 ossos que principalment venien d'un hipopòtam, tot i que alguns eren de rinoceront i d'elefant. Arnold Bemrose va mostrar amb aquests ossos l'evidència que la Gran Bretanya havia estat unida per terra amb l'Europa continental.
L'hipopòtam d'Allenton i d'altres restes animals de Boulton Moor es van originar totes en un terreny anomenat Allenton Terrace, un dipòsit de grava de riu que estava 6 metres per sobre el modern riu Derwent. Els dipòsits han estat datats de l'Interglacial Riss-Würm, aproximadament fa 120.000 anys. La presència d'hipopòtams indica que el clima era més càlid que avui en dia. Els hiverns no tindrien llargs períodes de congelació i la temperatura mitjana de l'estiu hauria estat per sobre els 18 °C.

## Descobertes posteriors

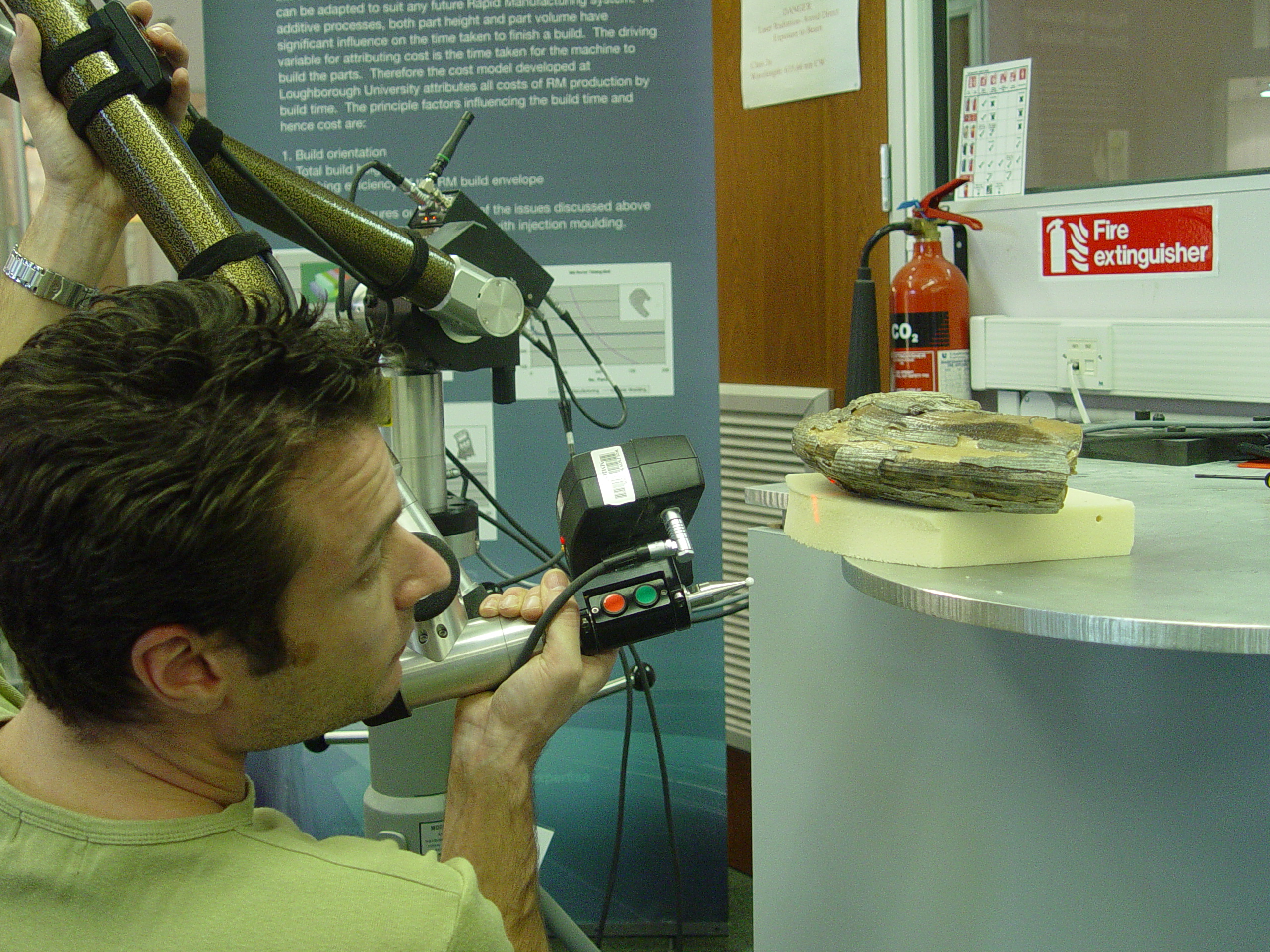
Un làser escanejant l'hipopòtam d'Allenton a la Universitat de Loughborough.

El juliol de 1973 els treballadors van descobrir d'altres fragments d'os mentre excavaven prop de Boulton Moor; alguns d'ells també estan exposats al Derby Museum and Art Gallery. Aquestes excavacions van deixar a la llum ossos d'os, cérvol, brau a part de més ossos d'hipopòtam, rinoceront i elefant. Aquestes troballes van consistir en poques peces; la descoberta més important va ser una de les dents d'hipopòtam més grans trobades mai a la Gran Bretanya.

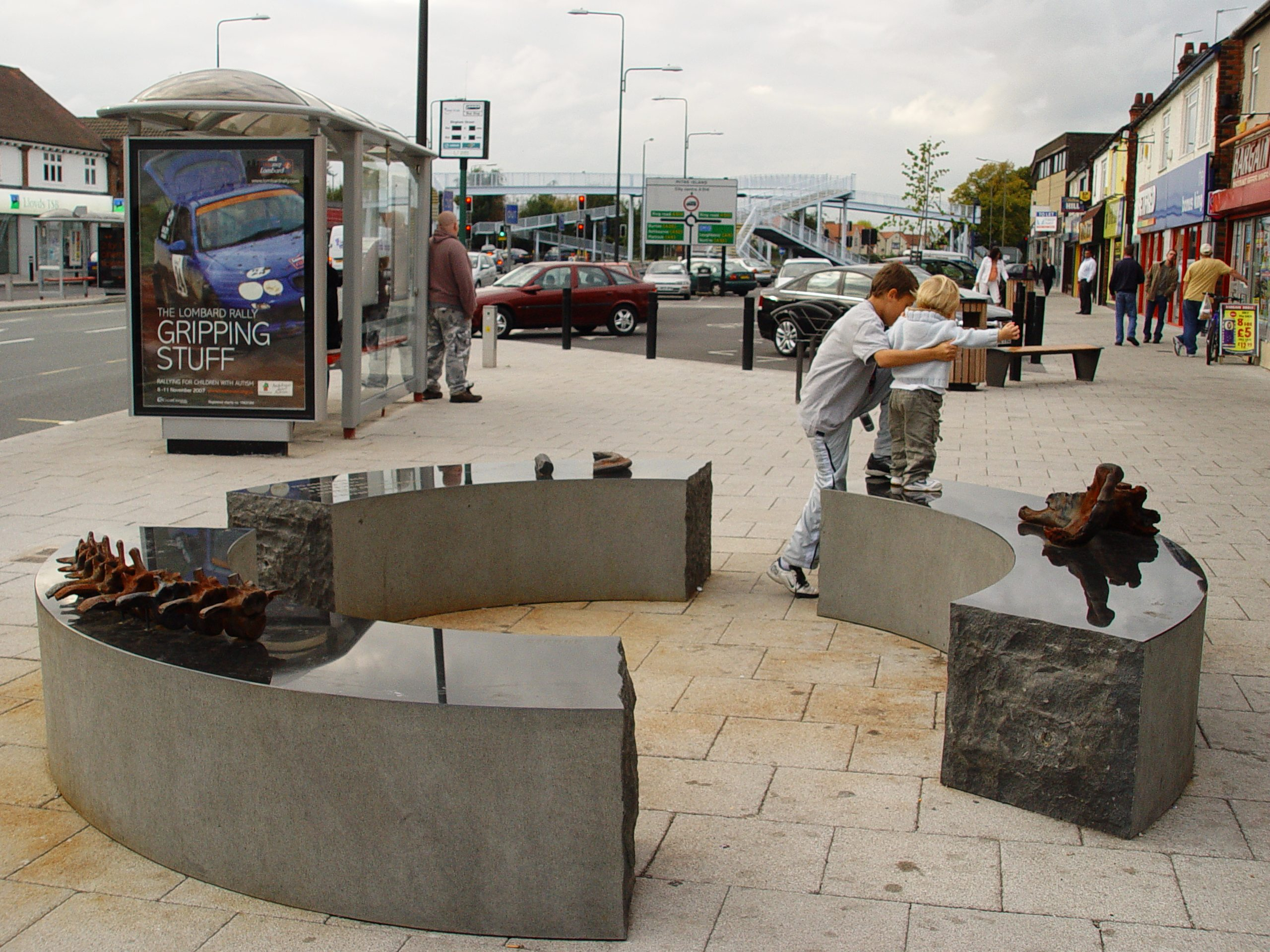
Escultura al centre comercial d'Allenton.

El 2006 Michael Dan Archer va ser nomenat l'encarregat de crear una estàtua per Allenton. Les discussions a la localitat mostraren un desig popular de tenir quelcom relacionat amb la història de la zona: l'estàtua d'Archer consisteix en tres seccions d'un anell trencat de granit negre de mida suficient per formar un seient. Sobre la superfície polida del granit hi ha còpies de ferro fos dels ossos de l'esquelet de l'hipopòtam d'Allenton. A part de la mandíbula inferior, que va ser creada a partir d'un model de plastilina, hi ha una selecció d'altres ossos que van ser duts a la Universitat de Loughborough per ser escanejats amb làser amb l'objectiu de crear-ne un model per ordinador en tres dimensions que permeté fer-ne còpies exactes.